# Щербатов, Михаил Михайлович
Князь Михаи́л Миха́йлович Щерба́тов (22 июля (2 августа) 1733 — 12 (23) декабря 1790) — деятель Русского Просвещения: историк, публицист, философ, генерал-майор, сенатор, действительный тайный советник.
Сын генерал-майора князя Михаила Юрьевича Щербатова от брака с княжной Ириной Семёновной урождённая Сонцова-Засекина.

## Биография
Родился в дворянской семье, происходящей из князей дома Рюриковичей. Получил глубокое и разностороннее домашнее образование. В раннем детстве записан в гвардейский Семёновский полк (1746), произведён в прапорщики (10 февраля 1756), подпоручик (1758), поручик (21 декабря 1761), капитан-поручик (01 января 1762). Вышел в отставку сразу после манифеста «О вольности дворянства» в чине гвардии капитана (29 марта 1762).
Масон, член петербургской масонской ложи (2-я половина 1750-х), член петербургского масонского капитула (к 1760).
Поступил на гражданскую службу (1767). Выбран от ярославского дворянства в Комиссию по составлению нового Уложения (1767) и выдвинулся, как лидер оппозиционного правительству родовитого дворянства. Пожалован камер-юнкером (22 сентября 1767), разбирал по поручению Екатерины II бумаги Петра Великого (1768). Определён в Комиссию о коммерции (1768). Герольдмейстер, пожалован в ранг сухопутного генерал-майора (1771), в действительные камергеры (21 апреля 1773). Президент Камер-коллегии с чином тайного советника (1778), назначен присутствовать в экспедиции винокуренных заводов. Назначен сенатором в Правительствующий сенат (1779). На праздновании 50-летнего юбилея Академии наук избран в почётные члены (вместо 27 декабря 1775 празднования проходили 29 декабря 1776). Назначен сенатором в V Департамент (26 ноября 1781). Послан для обозрения Владимирской, Костромской и Ярославской губерний и расследования дела о взятках князем Ухтомским по рекрутскому набору (1784). За свой обширный труд «История Российская от древнейших времён» удостоен императрицей Екатериной II титула — Историограф (второй из трёх российских историографов). Награждён орденом Святой Анны 1-й степени (23 сентября 1778). Действительный тайный советник (1786). Уволен от службы до выздоровления (04.09.1786), находился в Москве. Вновь состоял на службе (1790).
Умер (12 декабря 1790). Похоронен в родовом имении Михайловское.

## Семья
Женился на дальней родственнице (с 1756), княжне Наталье Ивановне Щербатовой (1729—1798), дочери дипломата князя И. А. Щербатова и Прасковьи Ивановны урождённой Стрешневой. Родилась и воспитывалась в Англии и в Россию приехала в 18 лет, племянница графини М. Остерман. Получила в приданое богатое село Сидоровское в Костромской губернии.
Супруги имели детей:
- Князь Щербатов Иван Михайлович (г/р 1758) — записан в Измайловский полк (1772), прапорщик (1773), подполковник Вологодского полка (1780).
- Князь Щербатов Дмитрий Михайлович (1760—1839) — службу начал в артиллерии, переведён капралом в Измайловский полк, полковник (1792), предводитель дворянства Серпуховского уезда (1810—1814), женат на Александре, дочери генерал-аншефа Ф. И. Глебова (от первого брака).
- Княжна Ирина (1757—1827) — фрейлина (1774), жена (с 10 мая 1775) сенатора, историка М. Г. Спиридова, погребена с мужем в Николаевской-Солбинской пустыне Переславского уезда Владимирской губернии.
- Княжна Прасковья Михайловна — жена генерал-поручика Ф. П. Щербатова.
- Княжна Наталья Михайловна — жена подполковника Якова Петровича Чаадаева, мать П. Я. Чаадаева[5].
- Княжна Анна Михайловна († 1852) — девица (1811), воспитательница своих племянников Чаадаевых.

Французский дипломат Корберон, познакомившись с Щербатовыми в 1776 году, записал в дневнике:
Князь, кабинетный человек, литератор, пишет историю России. Он очень образован, и по всей вероятности философ, поговорить с ним весьма интересно. Оба они, с женой, люди слабого здоровья, жена едва успела оправиться от целого ряда родов. Это не делает их дом веселым, но с ними живет замужняя дочь, госпожа Спиридова, которая согревает семью своим присутствием.

## М. М. Щербатов как историк
Князь Михаил Михайлович человек поистине энциклопедических познаний: историк и публицист, экономист и политик, философ и моралист. В «Истории Российской от древнейших времён» (доведена до 1610) подчеркивал роль феодальной аристократии, сводя исторический прогресс к уровню знаний, наук и разума отдельных личностей. Труд насыщен большим количеством актовых, летописных и др. источников. Им найдены и опубликованы некоторые ценные памятники, в том числе «Царственная книга», «Летопись о многих мятежах», «Журнал Петра Великого» и др. По мнению С. М. Соловьёва, недостатки его трудов были результатом того, что «он стал изучать русскую историю, когда начал писать её», а писать её он очень торопился. До самой смерти Щербатов продолжал интересоваться политическими, философскими и экономическими вопросами, излагая свои взгляды в ряде статей.
Русской историей стал заниматься под влиянием Миллера, о чём он сам говорит в предисловии к Т I «Истории российской». На основании 12 списков, взятых из разных монастырей, и 7 собственных, не имея никакой предварительной подготовки, он взялся за составление истории. Получил разрешение пользоваться документами московского архива иностранной коллегии (1770), где хранились духовные и договорные грамоты князей с середины XIII века и памятники дипломатических сношений с последней четверти XV века. Тогда же начинается усиленная издательская деятельность, он печатает: по списку патриаршей библиотеки (1769), «Царственную книгу»; в 1770 году, по повелению Екатерины II — «Гисторию Свейской войны», собственноручно исправленную Петром Великим; «Летопись о многих мятежах» (1771); «Царственный летописец» (1772). Собственная его история несколько замедлилась вследствие необходимости к летописным источникам присоединить и архивные, до него никем, кроме Миллера, не тронутые.
Щербатову приходилось защищать свой труд от нападок, особенно против Болтина, напечатав (1789) «Письмо к одному приятелю, в оправдание на некоторые скрытые и явные охуления, учиненные его истории от г. ген.-майора Болтина», что вызвало ответ Болтина и отповедь. В свою очередь, в напечатанной уже после смерти Щербатова его «Истории Российской» (1792) Болтин выявлял ряд ошибок: 1) в чтении летописи, вроде превращения «стяга» в «стог», «идти по нем» в «идти на помощь» и т. д. и 2) на полное незнакомство Щербатова с исторической этнографией и географией. Действительно, его история очень страдает в этом отношении. Щербатов не сумел ориентироваться в древней этнографии, а ограничился пересказом известий по французским источникам да и то «столь смутно и беспорядочно, — по его собственному заявлению, — что из сего никакого следствия истории сочинить невозможно». Но дело в том, что этот вопрос был наиболее тёмным, и только Шлёцеру удалось внести туда некоторый свет.
В обработке летописи, несмотря на массу промахов, в которых его упрекали, сделал шаг вперёд сравнительно с Татищевым в двух отношениях. Во-первых, ввел в учёное пользование новые и очень важные списки, как синодальный список Новгородской летописи (XIII и XIV вв.), Воскресенский свод и др. Во-вторых, он первый правильно обращался с летописями, не сливая показания разных списков в сводный текст и различая свой текст от текста источников, на которые делал точные ссылки, хотя, как замечает Бестужев-Рюмин, его способ цитировать по № отнимает возможность проверки. Как и другие русские историки XVIII века, Щербатов ещё не различает вполне источника от его учёной обработки и потому предпочитает, например, Синопсис — летописи. Не по силам ещё ему и выбор данных; послушно следуя за источниками, он загромождает свой труд мелочами. Много добра русской истории принёс обработкой и изданием актов. Благодаря его истории и «Вивлиофике» Новикова наука овладела первостепенной важности источниками, как духовными, договорными грамотами князей, памятниками дипломатических сношений и статейными списками посольств; произошла, так сказать, эмансипация истории от летописей, и указана была возможность изучения более позднего периода истории, где показания летописи оскудевают или совсем прекращаются. Наконец, Миллер и Щербатов издали, а частью приготовили к изданию много архивного материала, особенно времён Петра Великого.
Полученный из летописей и актов материал Щербатов связывает прагматически, но его прагматизм особого рода — рационалистический или рационалистически-индивидуалистический: творцом истории является личность. Ход событий объясняется воздействием героя на волю массы или отдельного лица, причём герой руководствуется своекорыстными побуждениями своей натуры, одинаковыми для всех людей в разные эпохи, а масса подчиняется ему по глупости или по суеверию и т. п. Так, Щербатов не пытается отбросить летописный рассказ о сватовстве византийского императора (уже женатого) — на 70-летней Ольге, но даёт ему своё объяснение: император хотел жениться на Ольге с целью заключить союз с Россией. Покорение Руси монголами он объясняет чрезмерной набожностью русских, убившей прежний воинственный дух. Согласно своему рационализму Щербатов не признавал в истории возможности чудесного и относится холодно к религии.
По взгляду на характер начала русской истории и на общий ход её Щербатов стоит ближе всего к Шлёцеру. Цель составления своей истории он видит в лучшем знакомстве с современной ему Россией, то есть смотрит на историю с практической точки зрения, хотя в другом месте, основываясь на Юме, доходит до современного взгляда на историю, как науку, стремящуюся открыть законы, управляющие жизнью человечества. У Екатерины II и прочих современников история Щербатова не пользовалась успехом: её считали неинтересной и неверной, а самого Щербатова — лишённым исторического дарования, «но это, как видно из сказанного, неверно, и Карамзин нашел для себя у Щербатова довольно обильную пищу».

## М. М. Щербатов как публицист
В 1770-х годах М. М. Щербатов написал ряд публицистических статей и заметок, а в 1784 году — утопический роман «Путешествие в землю Офирскую», в котором изложил свой идеал государства, опирающегося на дворянство. Как отмечает В. В. Святловский, «Щербатов по своим политическим убеждениям примыкает к английским конституционалистам, он ненавидит „самовластное правление“, „монархизм“, „деспотичество“. Последнему, по его мнению, всегда наступает „жестокий конец“, потому что „долг и благосостояние“ каждого влекут его „низвергнуть его“, „низвергнуть сего кумира, никогда твёрдых ног не имеющих“».
Перед нами определенная общественная фигура: просвещённый дворянский публицист, человек с большим образованием и с ещё большим темпераментом, наиболее видный, наиболее блестящий оратор Комиссии Уложения, наиболее солидный русский публицист той эпохи. Для трудной роли независимого общественного деятеля он подготовлен серьезнее и лучше других: Щербатов историк и один из наиболее учёных людей своего времени. Недаром он автор первой русской статистики, а в его библиотеке содержится более 15 тысяч томов книг научного содержания. Г. В. Плеханов в своей «Истории русской общественной мысли» полагает, что кн. М. М. Щербатов «был во второй половине XVIII века едва ли не самым замечательным идеологом русского дворянства», хотя он тут же добавляет, что эта «дворянская идеология имела у него свой особый оттенок» (том III, М., 1918, стр. 281) … Для осуществления своего политического идеала Щербатов не требует, как европейские утописты, ни равенства всех перед законом, ни уравнения в привилегиях, ни имущественного коммунизма. Щербатов отстаивает и неравенство, и частную собственность, и индивидуальную инициативу. Из общей массы народа он выделяет одно только родовитое дворянство, которому и поручает «заботу об общем благе».

#### «Путешествие в землю Офирскую» (1784)

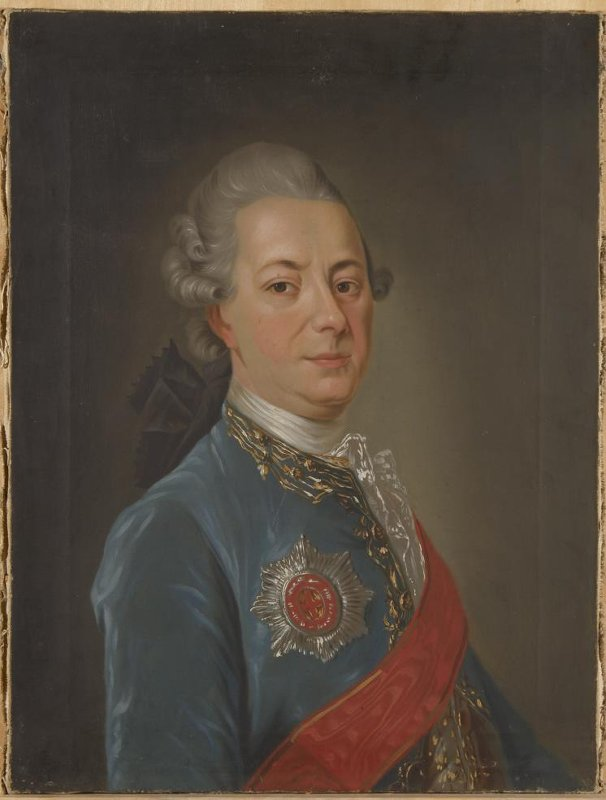
Портрет 1780-х

Описываемая в утопии Офирская земля представляет интерес особенностями своего устройства и быта. Здесь нет международной торговли. Она замечательна «мудрым правлением, в котором государственная власть сообразована с народною пользою». Здесь «вельможи имеют право со своею приличною смелостью мысли свои монарху представлять, ласкательство прогнано из царского двора, и истина имеет во оный невозбранный вход». Здесь «законы сделаны общим народным согласием, и беспрестанно исправляются и улучшаются». Вельможи, как и простой народ, не «пышные, не сластолюбивые», а искусны, добродетельны и трудолюбивы. На первом месте в стране стоит добродетель, затем — закон, у уже потом — царь и вельможи. Во главе этого государства стоит наследственный монарх, что не исключает возможности быть свергнутым и посаженным в тюрьму (такая участь постигла двух предыдущих императоров земли Офирской). «Высшее правительство» состоит из нескольких департаментов, где кроме назначенных чинов «высшего правительства» присутствуют «выборные», как от дворянства, так и от купечества. Самих жителей Офирской земли отличает простота быта, умеренность и скромность. Прямым назначением городов автор считал усиление темпа внутренней торговли. При этом М. М. Щербатов уделяет особое внимание правильной экономической районизации страны. Военные поселения он рассматривает как удачное разрешение вопроса о соединении солдатчины с земледельческим трудом. В Офирской земле бесплатное учение, равное для всех, напрямую связано с религиозным воспитанием: всех обучают «катехизисам нравственным и гражданским». В утопии приводятся тексты молитв и порядок богослужения. Здесь же подробно регламентируются имущественные отношения при браке.
По мнению Георгия Лучинского, «Щербатов как публицист интересен, главным образом, как убежденный защитник дворянства. Его политические и социальные взгляды недалеко ушли от той эпохи. Из его многочисленных статей — „Разговор о бессмертии души“, „Рассмотрение о жизни человеческой“, „О выгодах недостатка“ и др. — особый интерес представляет его утопия — „Путешествие в землю Офирскую г. С., швецкого дворянина“ (не закончено). Идеальное Офирское государство управляется государем, власть которого ограничена высшим дворянством. Остальные классы, даже рядовое дворянство, доступа к высшей власти не имеют. Необходимости для каждого гражданина принимать участие в правлении, обеспечения личной свободы Щербатов не знает. Первым сословием является дворянство, вступление в которое запрещено. Оно одно обладает правом владеть населёнными землями; рекомендуется даже (в статье по поводу голода в 1787) всю землю отдать дворянам. Военную службу он рекомендует организовать по типу военных поселений, что позднее было сделано в России и потерпело фиаско. Рассудочность века наложила сильную печать на него. Особенно характерны взгляды его на религию офицеров: религия, как и образование, должна быть строго утилитарной, служить охранению порядка, тишины и спокойствия, почему священнослужителями являются чины полиции. Другими словами, Щербатов не признает христианской религии любви, хотя это не мешает ему в статье „О повреждении нравов в России“ нападать на рационалистическую философию и на Екатерину II как на представительницу её в России. До чего сам Щербатов проникся, однако, рационализмом, видно из его мнения, что можно в очень короткий срок пересоздать государство и установить на целые тысячелетия незыблемый порядок, в котором нужны будут только некоторые поправки».
В. В. Святловский отмечает, что «идеи Руссо, Вольтера и моральных тезисов масонства смягчают в построении Щербатова острые углы действительности. Она окутана облагораживающими идеями умеренности, гуманности, подчинения личности гражданскому долгу. В угоду этим воззрениям в Офирии отсутствуют: самовластие „деспотичества“, беззаконие и ленность, роскошь и мотовство, „цезарепапизм“, а также откупа и водка, иноземная торговля и регулярные войска с рекрутскими наборами и растлевающего казарменного жизнью … Вообще „Земля Офирская“ царство добродетели, законности и простоты, то есть полная противоположность той России, которую гневно изобличал тот же Щербатов в своем известном памфлете: „О повреждении нравов в России“ … все население земли Офирской ведет строго умеренный, почти пуританский образ жизни, чуждый излишеств и роскоши, преисполненный святости исполнения долга и закона. Процветают гуманность и филантропия».

#### «О повреждении нравов в России» (1786/1787)
В 1786/1787 гг. М. М. Щербатов написал сочинение «О повреждении нравов в России», где резко критиковал самодержавный строй XVIII века и нравы придворной среды. В отличие от «Земли Офирской», в этом произведении автор высказывается за ограничение самодержавия сенатом или парламентом. Сочинение начинается с описания современного автору «состояния отечества»: 
Воистину могу я сказать, что естли, вступя позже других народов в путь просвещения, и нам ничего не оставалось более, как благоразумно последовать стезям прежде просвещенных народов; мы подлинно в людскости и в некоторых других вещах, можно сказать, удивительные имели успехи и исполинскими шегами шествовали к поправлению наших внешностей, но тогда же гораздо с вящей скоростию бежали к повреждению наших нравов и достигли даже до того, что вера и божественный закон в сердцах наших истребились, тайны божественные в презрение впали. Гражданские узаконении презираемы стали. Судии во всяких делах нетоль стали стараться объясняя дело, учинить свои заключении на основании узаконеней, как о том, чтобы, лихоимственно продавая правосудие, получить себе прибыток или, угождая какому вельможе, стараются проникать, какое есть его хотение; другие же, не зная и не стараяса познавать узаконении, в суждениях своих, как безумные бредят, и ни жизнь, ни честь, ни имения гражданския не суть безопасны от таковых неправосудей. 
Анализируя «истребление всех благих нравов, грозящее падением государству», автор называет причины такого положения в общественно-политической жизни страны, главная из которых — изменение образа жизни «в начале первосановников государства, а в подражании им и других дворян» в результате петровских нововведений. Реформы Петра I, по мнению автора, способствовали развитию в обществе «сластолюбия» («ибо оно рождает разные стремительныя хотения, а дабы достигнуть до удовольствия оных, часто человек ничего не щадит»), а также привели к потере «почтения к родам» и «связи между родов». 
Переменившейся таким образом род жизни, в начале первосановников государства, а в подражании им и других дворян, и расходы достигши до такой степени, что стали доходы превозвышать; начели люди наиболее привязываться к государю и к вельможам, яко ко источникам богатства и награждений. Страшусь я, чтобы кто не сказал, что по крайней мере сие добро произвело, что июли наиболее к государю стали привязываться. Несть, сия привязонность несть благо, ибо она не точно к особе государской была, но к собственным своим пользам; привязанность сия учинилась не привязанность верных подданных, любящих государя и его честь, и соображающих все с пользою государства, но привязанность рабов наемщиков, жертвующих все своим выгодам и обманывающих лестным усердием своего государя. Грубость нравов уменьшилась, но оставленное ею место лестию и самством наполнилось. Оттуда произошло раболепство, презрение истины, обольщение государя и прочия злы, которые днесь при дворе царствуют, и которые в домах вельможей вогнездились. 
Далее автор приводит примеры того, как пороки укоренялись в придворном обществе XVIII века:
Когда смешались состояния, когда чины начели из почтения выходить, а достатки не стали равняться, единые, от монаршей щедроты получая многое, могли много проживать, а другие, имея токмо рождение и службу и небольшой достаток, с ними восхотели равны быть, тогда естественно роскошь и сластолюбие сверху вниз стали преходить и раззорять нижних; а как сие сластолюбие никогда пределов излишностям своим не полагает и самые вельможи начели изыскивать умножить оное в домах своих. Двор, подражая или, лутче сказать, угождая императрице, в златотканныя одежды облекался; вельможи изыскивали в одеянии все, что есть богатее, в столе все, что есть драгоценнее, в пище, что реже, в услуге возобновя древнею многочисленность служителей, приложили к оной пышность в одеянии их. Екипажи возблистали златом, дорогия лошеди, не столько для нужды удобные, как единственно для виду, учинились нужные для вожения позлащенных карет. Домы стали украшаться позолотою, шелковыми обоями во всех комнатах, дорогами меблями, зеркалами и другими. Все сие составляло удовольствие самым хозяевам, вкус умножался, подражание роскошнейшим народам возврастало, и человек делался почтителен по мере великолепное его житья и уборов. /…/ Примеры таковые не могли не разлиться на весь народ, и повсюдова роскошь и сластолюбие умножились. 
В конце сочинения М. М. Щербатов выступает с резкой критикой царствующей императрицы Екатерины II:
Чины стали все продажны, должности не достойнейшим стали даваться, но кто более за них заплатит, а и те, платя, на народе взятками стали сие вымещать. Купцы, воровством короны обогатившиеся, большие чины получили, яко Логинов, бывший откупщик, и не токмо вор по откупам, но и приличившейся в воровстве коммисариатской суммы, чины штапския получил. Фалеев, в подрядах с государем взимая везде тройную цену, не токмо сам штапския чины и дворянство получил, но и всех своих прислужников в штап-офицеры и в офицеры произвел. Торговля впала в презрение, недостойные вошли во дворяне, воры и злонравные награждены, развратность ободрена, а все под очами и знанием государя, то можно ли после сего правосудия и бескорыстности от нижних судей требовать?
Все царствование сей самодержицы означено деяниями, относящимися к ея славолюбию.
Множество учиненных ею заведений, являющихся для пользы народной заведенных, в самом деле не суть, как токмо знаки ея славолюбия, ибо, естли бы действительно имела пользу государственную в виду, то, учиня заведения, прилагала бы старания и о успехе их, но, довольствуяса заведением и уверением, что в потомстве она яко основательница оных вечно будет почитаться, о успехе не радила и, видя злоупотреблении, их не пресекала. /…/

Испекли законы, правами дворянскими и городовыми названные, которые более лишение, нежели дание прав в себе вмещают и всеобщее делают отягощение народу. Таковое необузданное славолюбие также побуждает стремиться к созиданию неисчетного числа и повсюду великих зданей; земледельцы многою работою стали от их земли корыстию отвлекаемы; доходы государственные едва ли достают на такия строения, которые и построившись в тягость оным своим содержанием будут; и приватные, подражая сей охоте, основанной на славолюбии, чтоб чрез многия веки пребывающия здании имя свое сохранить, безумно кинулись в такие строения и украшении их. Единыи от избытка многия тысячи для спокойствия и удовольствия своего в созидание домов, огородов, беседок, многия тысечи полагает, другой из пышности, а третей наконец, последуя вредному примеру, то же сверх достатку своего делает, и чтоб не отстать от других; а все обще, находя себе спокойствие и у довольствия, мало помалу в разоренье сей роскошью приходят, тяготят себя и государство, и часто недостаток своих доходов лихоимством и другими охулительными способами наполняют.
Автор отмечает, что для исправления «плачевного состояния» требуется установить равенство закона для всех и утвердить главенство добродетели в обществе:
Такими степенями достигла Россия до разрушения всех добрых нравов, о каковом при самым начале я помянул. Плачевное состояние, о коем токмо должно просить бога, чтоб лутчим царствованием сие зло истреблено было. А до сего дойтить инако не можно, как тогда, когда мы будем иметь государя, искренно привязанного к закону божию, строгого наблюдателя правосудия, начавших с себя, умеренного в пышности царского престола, награждающего добродетель и ненавидещего пороки, показующего пример трудолюбия и снисхождения на советы умных людей, тверда в предприятиях но без упрямства, мягкосерда и постоянна в дружбе, показующего пример собою своим домашним согласием с своей супругою и гонящего любострастии — щедра без расточимости для своих подданных и искавшего награждать добродетели, качествы и заслуги без всякого пристрастия, умеющего разделить труды, что принадлежит каким учрежденным правительствам, и что государю на себя взять, и наконец, могущего иметь довольно великодушия и любви к отечеству, чтобы составить и предать основательные права государству, и довольно тверда, чтобы их исполнять.

## Признание
- Почётный член Санкт-Петербургской академии наук (1776)
- Член Российской академии (1783)

## Сочинения
- «О повреждении нравов в России»
- Сочинения кн. М. М. Щербатова. Т. 1-2. СПб., изд. кн. Б. С. Щербатова, 1896, 1898 Том первый Том второй
- История Российская от древнейших времен. Т. 1-7. СПб., изд. кн. Б. С. Щербатова, 1901—1904
- История Российская от древнейших времен. Т. 1-7. СПб., Имп. Академии наук, 1770—1791
- Краткая повесть о бывших в России самозванцах. — СПБ., 1793 (без имени автора)
- Неизданные сочинения. М., Соцэкгиз, 1935
- Письмо к вельможам правителям государства, соч. сенатора кн. М. М. Щербатова Архивная копия от 28 сентября 2018 на Wayback Machine // Русская старина. — 1872. — Т. 5. — № 1. — С. 1-15.